# Durham—Northumberland
Pour les articles homonymes, voir Durham et Northumberland.
Circonscription électorale fédérale du Canada
Durham—Northumberland fut une circonscription électorale fédérale de l'Ontario, représentée de 1979 à 1988.
La circonscription de Durham—Northumberland a été créée en 1976 avec des parties de Northumberland—Durham et Ontario. Abolie en 1988, elle fut redistribuée parmi Durham et Victoria—Haliburton.

## Géographie
En 1976, la circonscription de Durham—Northumberland comprenait:
- Dans le comté de Durham
  - La ville de Newcastle
  - Le canton de Scugog
- Dans le comté de Northumberland
  - Le canton de Hope et une partie du canton de Hamilton
  - La ville de Cobourg
- Une partie du comté de Peterborough
  - Le canton de Cavan
- Une partie du comté de Victoria
  - Le canton de Manvers

## Députés
| Législature                                                     | Années                                                          | Député                                                          | Député                                                          | Parti                                                           |
| Durham—Northumberland issue de Northumberland—Durham et Ontario | Durham—Northumberland issue de Northumberland—Durham et Ontario | Durham—Northumberland issue de Northumberland—Durham et Ontario | Durham—Northumberland issue de Northumberland—Durham et Ontario | Durham—Northumberland issue de Northumberland—Durham et Ontario |
| --------------------------------------------------------------- | --------------------------------------------------------------- | --------------------------------------------------------------- | --------------------------------------------------------------- | --------------------------------------------------------------- |
| 31e                                                             | 1979–1980                                                       |                                                                 | Allan Lawrence                                                  | Progressiste-conservateur                                       |
| 32e                                                             | 1980–1984                                                       |                                                                 | Allan Lawrence                                                  | Progressiste-conservateur                                       |
| 33e                                                             | 1984–1988                                                       |                                                                 | Allan Lawrence                                                  | Progressiste-conservateur                                       |
| Redistribuée dans Durham et Victoria—Haliburton                 |                                                                 |                                                                 |                                                                 |                                                                 |